# Франціско Хав'єр Гомес Ноя
Франціско Хав'єр Гомес Ноя  (ісп. Francisco Gómez, 25 березня 1983) — іспанський тріатлоніст, олімпійський медаліст. П'ятиразовий чемпіон світу.

## Виступи на Олімпіадах
| Олімпіада   | Дисципліна            | Місце |
| ----------- | --------------------- | ----- |
| Пекін 2008  | олімпійська дистанція | 4     |
| Лондон 2012 | олімпійська дистанція | 2     |

## Зовнішні посилання
- Досьє на sport.references.com

1. ↑  https://www.diariodepontevedra.es/articulo/pontevedra/ciencias-da-educacion-deporte-contara-instituto-universitario-investigacion/202411201553091330300.html